# Mini bypass gastrico

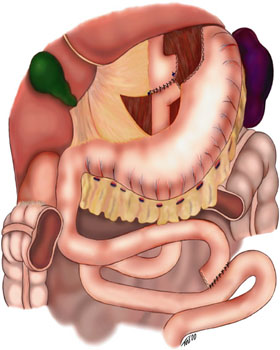
Immagine raffigurante un bypass gastrico, di cui questo intervento rappresenta una variante

Il mini bypass gastrico è un intervento di chirurgia bariatrica di tipo misto e rappresenta una variante del bypass gastrico.

## L'intervento nel dettaglio
Il mini bypass gastrico si differenzia dall'intervento tradizionale per la presenza di una sola connessione tra stomaco sezionato ed intestino, oltre alla formazione di un unico tubulo gastrico.
L'intervento è più semplice rispetto a quello di bypass gastrico tradizionale; questo porta ad una riduzione dei tempi operatori, minori rischi intraoperatori ed a distanza.
Il mini bypass gastrico porta ad una riduzione del calo ponderale pari al 60/70% circa del peso in eccesso grazie all'azione gastroresettiva che determina una minor quantità di alimenti introdotti ed a un'azione malassorbitiva decisamente più marcata rispetto all'intervento tradizionale.
Il 17 aprile 2014 questo intervento è stato inserito nel consenso informato della SICOB (Società Italiana di Chirurgia dell'Obesità e delle Malattie Metaboliche), essendo pertanto accettato in toto dalla comunità scientifica italiana. 
Tuttavia, al momento non sono molti i chirurghi bariatri ad adottarlo.

## Complicanze a breve e a lungo termine
- carenza di calcio e relativa osteoporosi
- squilibri elettrolitici
- anemia
- deficit vitaminico